# Шклендровец
Шклендровец (словен. Šklendrovec) је насељено место у општини Загорје об Сави, Засавска регија, Словенија.

## Историја
До територијалне реорганизације у Словенији био је у саставу старе општине Загорје об Сави.

## Становништво
У попису становништва из 2011. године, Шклендровец је имао 164 становника.
| Број становника према пописима | Број становника према пописима | Број становника према пописима |
| ------------------------------ | ------------------------------ | ------------------------------ |
| 1991                           | 2002                           | 2011                           |
| 148                            | 160                            | 164                            |

Напомена: Године 1999. увећан за део насеља Родеж.